# Premis Butaca de 1999
Els Premis Butaca de 1999, varen ser la cinquena edició dels oficialment anomenats Premis Butaca de teatre i cinema de Catalunya, uns guardons teatrals i cinematogràfics catalans, creats l'any 1995 per Glòria Cid i Toni Martín, conductors d'un programa a la ràdio de Premià de Mar, en reconeixement de les obres de teatre i pel·lícules estrenades a Catalunya. Els premis són atorgats per votació popular.
En aquesta edició, s'atorgaren els següents premis extraordinaris:
- Premi Butaca a l'estima pel teatre
- Butaca d'Honor

## Premi Butaca al millor muntatge teatral
| Obra                           | Productora                     | Resultat  |
| ------------------------------ | ------------------------------ | --------- |
| La reina de bellesa de Leenane | La Perla Lila/Bitó Produccions | Guanyador |
| Tot esperant Godot             | Teatre Lliure                  | Nominat   |

## Premi Butaca al millor espectacle de dansa
| Obra          | Productora          | Resultat  |
| ------------- | ------------------- | --------- |
| Blanc d'ombra | Cia. Marta Carrasco | Guanyador |

## Premi Butaca al millor text teatral
| Obra      | Autor/a | Resultat  |
| --------- | --- | --------- |
| Criatures | Sergi Belbel, Yolanda García Serrano, Paco Mir, Jordi Mollà, Joan Ollé, Josep Pere Peyró, David Plana i T de Teatre | Guanyador |

## Premi Butaca a la millor direcció
| Director/a    | Obra                           | Resultat  |
| ------------- | ------------------------------ | --------- |
| Mario Gas     | La reina de bellesa de Leenane | Guanyador |
| Lluís Pasqual | Tot esperant Godot             | Nominat   |

## Premi Butaca a la millor actriu
| Actriu             | Obra                           | Resultat   |
| ------------------ | ------------------------------ | ---------- |
| Montserrat Carulla | La reina de bellesa de Leenane | Guanyadora |
| Anna Lizaran       | Tot esperant Godot             | Nominada   |
| Àurea Márquez      | Ultramarins                    | Nominada   |
| Vicky Peña         | La reina de bellesa de Leenane | Nominada   |

## Premi Butaca al millor actor
| Actor            | Obra                       | Resultat  |
| ---------------- | -------------------------- | --------- |
| Eduard Fernández | Tot esperant Godot         | Guanyador |
| Lluís Homar      | Els gegants de la muntanya | Nominat   |

## Premi Butaca a la millor actriu de repartiment
| Actriu       | Obra                       | Resultat   |
| ------------ | -------------------------- | ---------- |
| Imma Colomer | Els gegants de la muntanya | Guanyadora |

## Premi Butaca al millor actor de repartiment
| Actriu        | Obra               | Resultat  |
| ------------- | ------------------ | --------- |
| Marc Martínez | Tot esperant Godot | Guanyador |

## Premi Butaca a la millor escenografia
| Autor/a        | Obra               | Resultat  |
| -------------- | ------------------ | --------- |
| Sebastià Brosa | Tot esperant Godot | Guanyador |
| Paco Azorín    | La mà de mico      | Nominat   |

## Premi Butaca a la millor pel·lícula catalana de cinema
| Pel·lícula | Autor        | Resultat   |
| ---------- | ------------ | ---------- |
| Amic/Amat  | Ventura Pons | Guanyadora |

## Premi Butaca a la millor actriu catalana de cinema
| Actriu       | Pel·lícula          | Resultat   |
| ------------ | ------------------- | ---------- |
| Candela Peña | Todo sobre mi madre | Guanyadora |

## Premi Butaca al millor actor català de cinema
| Actor           | Pel·lícula | Resultat  |
| --------------- | ---------- | --------- |
| Josep Maria Pou | Amic/Amat  | Guanyador |

## Premi Butaca al millor mitjà de difusió del teatre
- Marcos Ordóñez (Avui)

## Premi Butaca al millor mitjà de difusió del cinema
- Jaume Figueras (Canal Plus)

## Premi Butaca especial a l'estima pel teatre
- Llibreria Millà

## Butaca Honorífica
- Julieta Serrano